# حضارة أونيتيتسكا
حضارة أونيتيتسكا (بالتشيكية: ěnětická kultura، بالألمانية: Aunjetitzer Kultur، بالبولندية: Kultura unietycka)، هي حضارة أثرية وُجدت في بداية العصر البرونزي في أوروبا الوسطى، يرجع تاريخها إلى نحو 2300-1600 قبل الميلاد. يعود اسم هذه الحضارة إلى قرية اونيتيتسكا التي تقع في قلب جمهورية التشيك شمال غرب براغ. تنتشر حضارة اونيتيتسكا اليوم في نحو 1400 مكان في جمهورية التشيك وسلوفاكيا، وفي 550 مكان في بولندا وألمانيا، وفي نحو 500 مكان في مناطق عديدة أخرى متفرقة. انتشرت حضارة  اونيتيتسكا في شمال شرق النمسا أيضًا (بالتعاون مع ما يسمى بمجموعة بوهايمكيرشن)، وفي غرب أوكرانيا.

## المجموعات الفرعية
بدأت حضارة اونيتيتسكا في الظهور في المناطق البوهيمية المعاصرة. يمكن ذكر عشر مجموعات فرعية محلية تتميز بمرورها بالمراحل الكلاسيكية للحضارة:
- مجموعة البوهيميا[3]
- مجموعة مورافيا[4]
- مجموعة سلوفاكيا، وُجدت موالية للمجموعة التي كانت تُسمى ب«مجموعة نيترا»[5]
- مجموعة النمسا السفلى[6]
- مجموعة ألمانيا الوسطى[7]
- مجموعة ساكسونيا السفلى[7][8]
- مجموعة لوساتيا السفلى[7]
- مجموعة سيليزيا[9][10]
- مجموعة بولندا الكبرى (كوسيان)[11][12]
- مجموعة غاليسيا (غرب أوكرانيا)[13]

## تاريخ البحث
اكتشف الجراح التشيكي وعالم الآثار الهاوي شينيك ريزنر (1845-1923)، حضارة اونيتيتسكا، وذلك بعثوره في عام 1879 على مقبرة تضم أكثر من 50 دفينًا على تلة هولي فرتش، وهي التلة التي تطل على قرية اونيتيتسكا. اكتُشفت أول أرض دُفن فيها بعض الأشخاص -بالإضافة إلى بعض الآثار- الذين يعود أصلهم لحضارة اونيتيتسكا، في نفس الوقت تقريبًا، وتحديدًا في جنوب مورافيا في مدينة مينين، عن طريق شينيك ريزنر. بعد هذه الاكتشافات الأولية وحتى ثلاثينيات القرن العشرين، حُددت العديد من المواقع التي عُثر فيها على دلائل لوجود هذه الحضارة، وكانت المقابر المصدر الأساسي لها، من بين هذه المقابر نذكر المقابر الموجودة في مدينة نیمتشیتسه ناد هانوو (1926)، والمواقع القريبة من براغ، مثل بولبي (1926-1927)، وشارديتشكي (1927).
عُثر على بعض الآثار التابعة لحضارة اونيتيتسكا في ألمانيا بعد الحفر في منطقة ليوبينجن، بواسطة عالم الآثار فريدريش كلوفليش في عام 1877، ورغم احترافيته، فقد أرّخ النصب التذكارية لهالشتات خلال العصر الحديدي بشكل غير صحيح. حُددت مجموعة رئيسية من المواقع التي وُجد فيها أثر لحضارة اونيتيتسكا في السنوات الموالية، وخاصّة في وسط ألمانيا، في بلمبرغ ووهيلمسدورف وونينشتيت ووكورنر ووليوبنجن ووهلبرشتات ووكلاين كوينستيدت ووفيرنيغيروده ووبلانكنبورغ ووكويدلينبرغ. عُرف في الوقت نفسه عن مجموعات آلدبيرغ واشتراوبينغ في عام 1918، بواسطة شوماخر.
كان هانز سيغر (1864-1943) أول عالم آثار في بولندا، ارتبط باكتشاف وتحديد حضارة  اونيتيتسكا. لم يكتف سيجر باكتشاف العديد من المواقع المتعلقة بحضارة اونيتيتسكا والبحث عن الحفريات المتعلقة بها فقط، لكنه ربط أيضًا  بين ما وجده تابعًا للعصر البوهيمي الأوروبي البرونزي بمجموعات أثرية مشابهة وُجدت في سيليزيا السفلى. أجريت الحفريات الأولى في بولندا الكبرى في عام 1931، في المقبرة الملكية المُسماة ب«الأقواس الصغيرة»، من قبل جوزيف كوسترزوفسكي، ولكن لم تُكتشف أي آثار كبرى في هذا الموقع إلا بعد عدّة سنوات فقط (عامي 1953 و 1955). نشر كوسترزوفسكي في عام 1935، البيانات والنتائج الأولية لحضارة إيونو، وهي حضارة أخرى تعود إلى العصر البرونزي، ومعاصرة لحضارة  اونيتيتسكا، وتعود جذورها إلى غرب بولندا. بدأت واندا سارنوسكا (1911-1989) في 1960، في عمليات التنقيب في قرية شتيبانكوفيتسا القريبة من مدينة فروتسواف، جنوب غرب بولندا، حيث اكتشفت مجموعة جديدة من الآثار المهمة. نشرت في عام 1969، دراسة جديدة تتكلم عن حضارة اونيتيتسكا، وقامت فيها بفهرسة وتحليل ووصف ما عُثر عليه في 373 موقع في بولندا.
قُدم أول نظام زمني موحد (المُسمى بالتسلسل الزمني النسبي)، استنادً على دراسة رموز الخزف والمصنوعات المعدنية لحضارة اونيتيتسكا في منطقة البوهيميا بواسطة موشا في عام 1963. اعتُبر هذا النظام الزمني الذي يتكون من ستة مراحل فرعية، صالحًا للمجموعات البوهيمية التابعة لحضارة اونيتيتسكا، واستُعمل لاحقًا في بولندا وألمانيا.
استُشهد في الآونة الأخيرة بالحضارة الاونيتيتسكية لتمثل ظاهرة ثقافية للأوروبيين، إذ امتد تأثيرها على مساحات شاسعة في جميع أنحاء أوروبا، بسبب التبادل الحضاري المُكثف، باستعمال الفخار والمصنوعات البرونزية الموجودة في أيرلندا، مع الدول الاسكندنافية وشبه الجزيرة الإيطالية ومنطقة البلقان. وبحد ذاتها، فهي مناسبة لمجتمع لاحق يرتبط بسلسلة متصلة من اللغات الشمالية الغربية الهندو-أوروبية المتناثرة أصلًا والتي تعود إلى اللّغة الإيطالية القديمة واللغة الكلتية والألمانية، وربّما البالتو السلافيكية، التي كان تبادل الكلمات فيها متكرّرًا والتي كانت تمتلك معجمًا مشتركًا، بالإضافة إلى بعض اللهجات الإقليمية.

## القطع الأثرية وخصائصها

### القطع المعدنية
تتميز الحضارة الاوتيتيسكية بامتلاكها قطعًا معدنية فريدة من نوعها، بما في ذلك حلي الرقبة المتكونة من المعادن الملتوية والفؤوس المعدنية المسطحة والخناجر المثلثة المسطحة والأساور ذات النهايات الحلزونية والمسامير ذات الرؤوس المدببة والحلقات الملفوفة، والتي كانت منتشرة على مساحة واسعة من أوروبا الوسطى وخارجها. عُثر على سبائك معدنية في دفائن القطع الأثرية التي كان بإمكانها الاحتواء على أكثر من ستمئة قطعة. يُعتبر إيجاد الفؤوس ضمن القطع الأثرية أمرًا شائعًا أيضًا: احتوت نقطة دياسكو الأثرية (ساكسونيا) على 293 فأسًا حاد الحواف. وبالتالي، فقد حُسبت الفؤوس على أنها تابعة للسبائك أيضًا. تلاشى تقليد البحث عن الدفائن بعد نحو عام 2000 قبل الميلاد، لكنه عاد فقط عند ظهور حضارة أورنفيلد. وقد فُسر وجود هذه الدفائن في السّابق على أنها شكل من أشكال تخزين المعادن من قبل صانعي البرونز المتجولين أو على أنها ثروات خفية خوفًا من استيلاء الأعداء عليها. ومن المرجح أن التفسير الثاني هو الأكثر صوابًا، إذ أنه تُخزن الأسلحة تحت الأرض إلى يومنا هذا، لإخفائها عن العدو، وكانت الفؤوس هي الأسلحة الأساسية في ذلك الوقت. كانت تحتوي دفائن مجموعة آديلبرغ على المجوهرات بشكل أساسي.
تشير الدلائل الأثرية إلى أن صناعة حضارة اونيتيتسكا للمعادن، على الرغم من نشاطها وإبداعها في هذا المجال، كانت مهتمة بإنتاج الأسلحة والحلي بشكل رئيسي لتكون دليلًا على نفوذ الأفراد ذوي الرتب العالية، وليس للاستخدام المحلي أو الإقليمي أو لتجهيز قوات قتالية كبيرة، لكن تطور هذا بعد فترات لاحقة من التاريخ الأوروبي. تضمنت مقبرة آدلربيرغ في هوفهايم آم تاونوس بألمانيا، رجلًا توفي بسبب إصابته بسهم في ذراعه، ولا يزال رأس السهم الحجري موجودًا في جسمه حتى الآن.
يرتبط قرص نيبرا السماوي الشهير بمجموعات ألمانيا الوسطى التابعة لحضارة اونيتيتسكا.

### مراسم الدفن
يمكن تقسيم المقابر الاونيتيتسكية من الناحية الفنية، إلى فئتين: القبور المسطّحة والقبور التي تعلوها أكوام من التراب. مارست الحضارة الاونيتيتسكية عمليات دفن الأجسام البشرية بعد موتها، ولكنها، كانت تحرق في بعض الأحيان الجثث بدلًا من دفنها. تقع المقابر الاونيتيتسكية المُعتادة بالقرب من الأماكن السكنيّة، وعادة ما تكون على تل أو ارتفاع جبلي، مجاورة النهر أو جدول ماء صغير. نادرًا ما تتجاوز المسافة بين المقبرة والمستوطنة السكنية المجاورة، كيلومترًا واحدًا (0.62 ميل). عادة ما تُنظم المقابر ليكون فيها صفوف أو أمشية متماثلة ومتناسقة. تعتمد عملية الدفن لدى الحضارة الاونيتيتسكية، على النجوم والموقع النسبي للشمس، ما قد يشير إلى استعمال الفلك في عصور ما قبل التاريخ.

## معرض صور

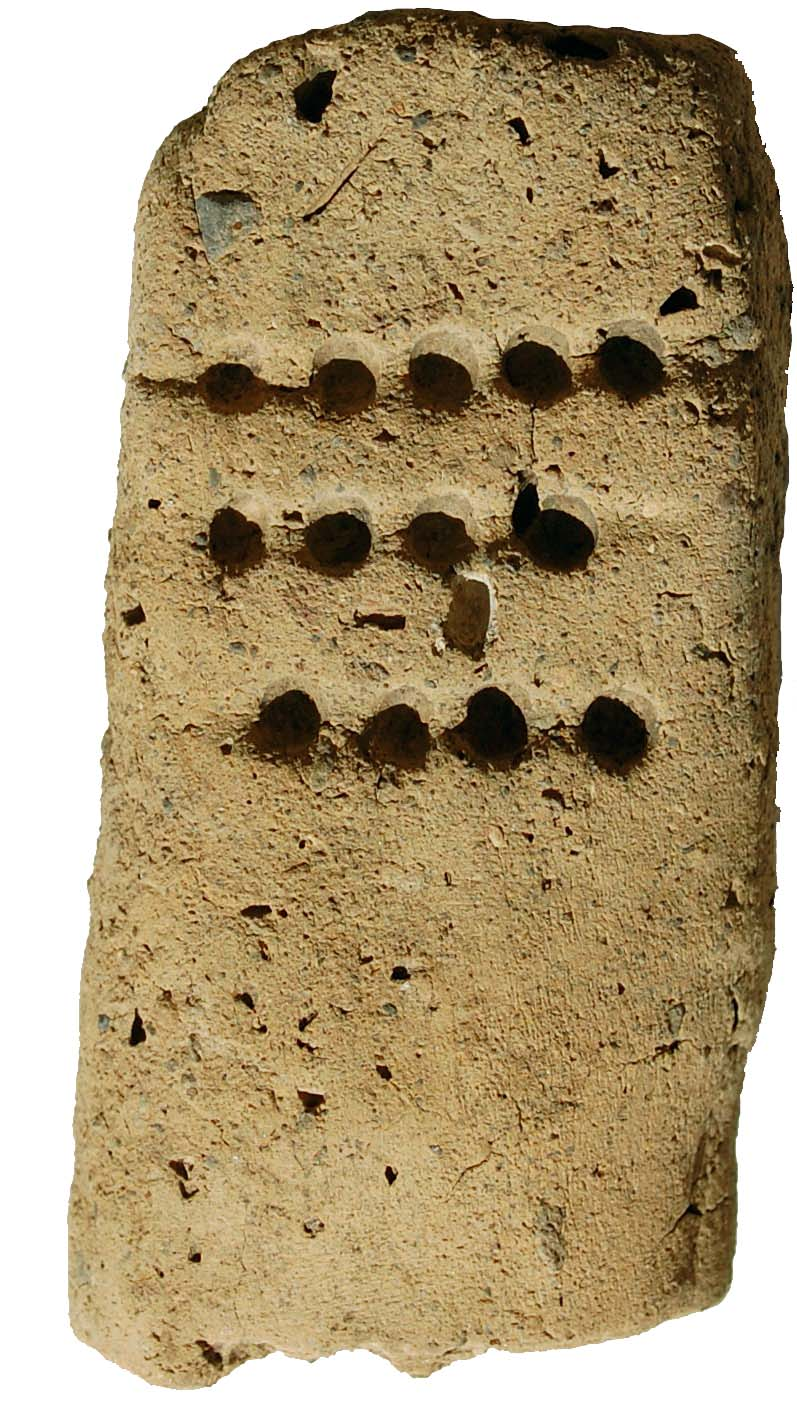
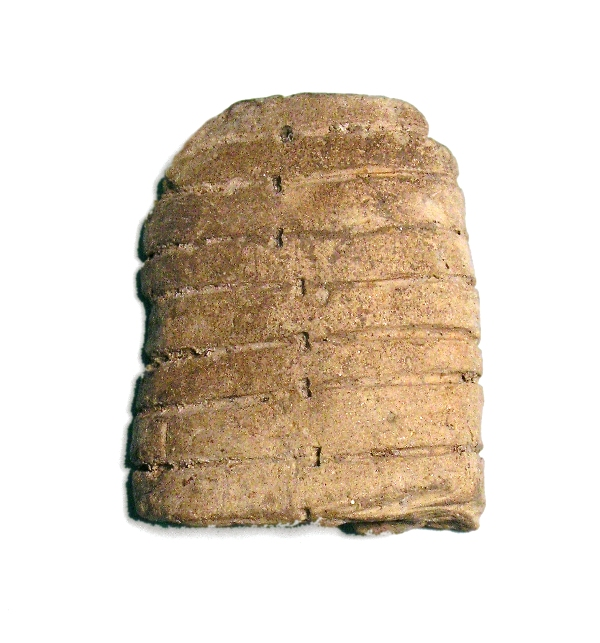
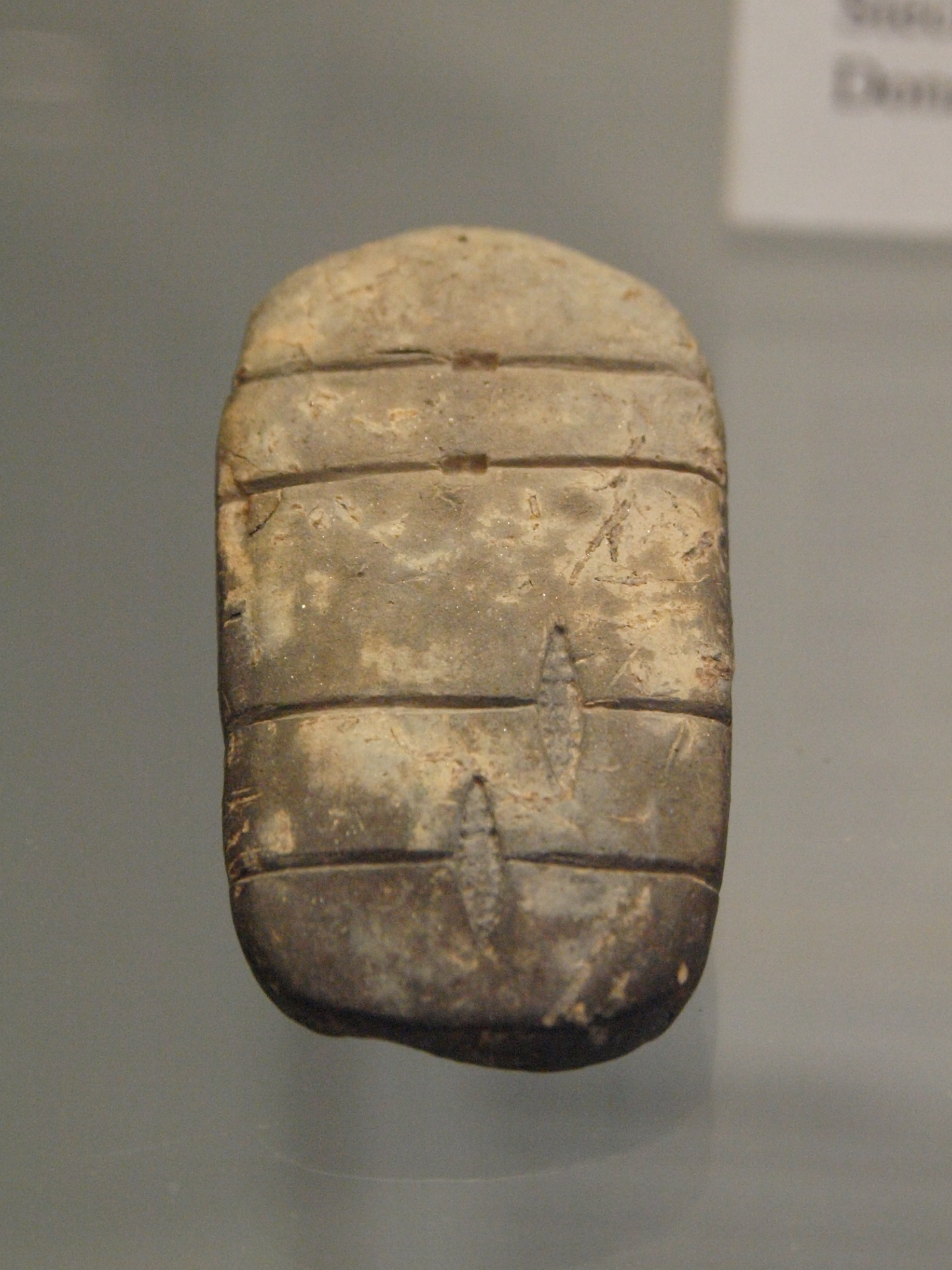